# Keudee Baro
Keudee Baro is een bestuurslaag in het regentschap Aceh Barat Daya van de provincie Atjeh, Indonesië. Keudee Baro telt 577 inwoners (volkstelling 2010).